# Вислица

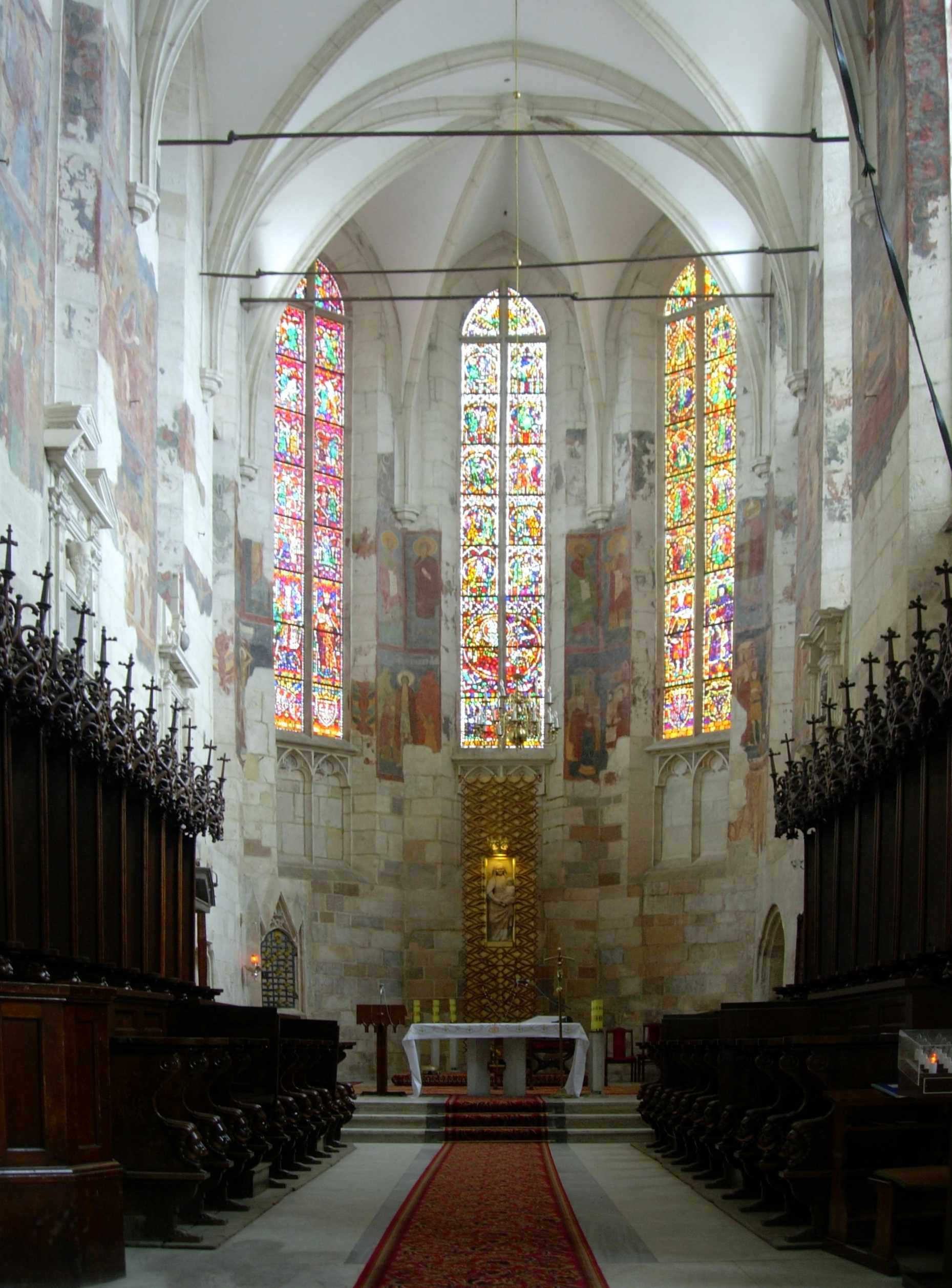
Интерьер Соборной Базилики Рождества Пресвятой Богородицы в Вислице

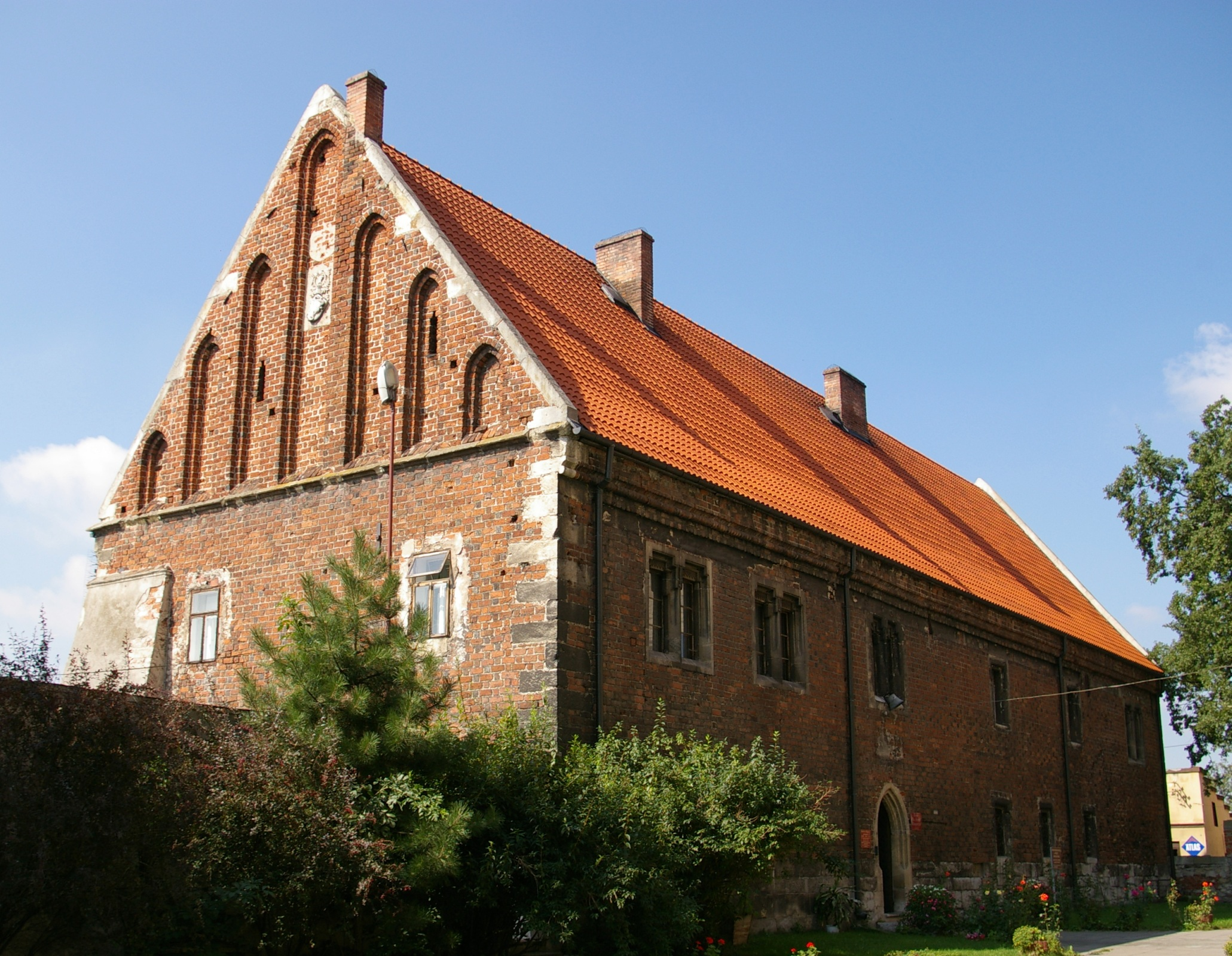
Дом Длугоша

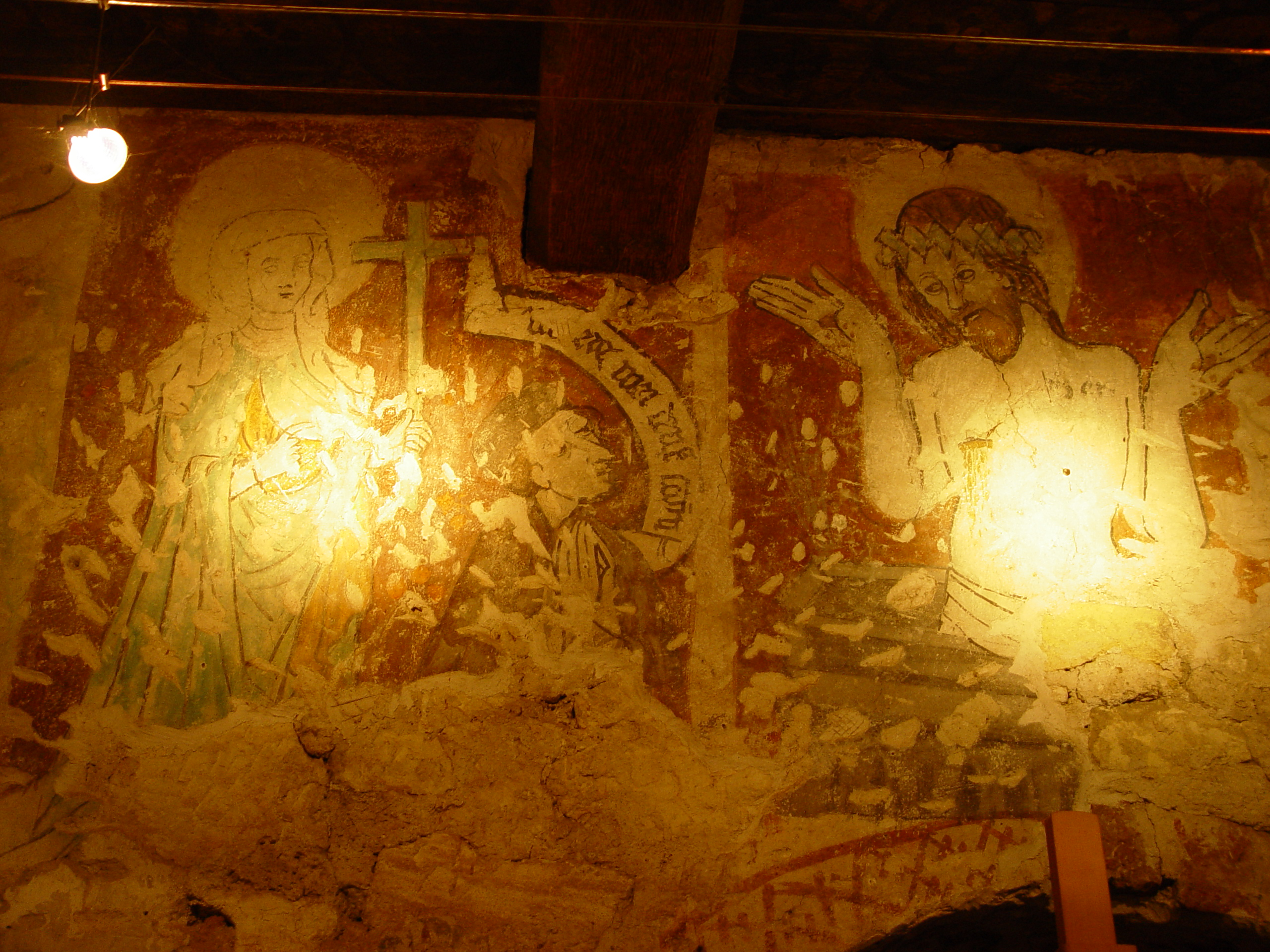
Изображение Яна Длугоша на настенной росписи XV века в Доме Длугоша

Вислица (пол. Wiślica) — город в Польше в Буском повяте Свентокшиского воеводства. Административный центр гмины Вислица. 
Бывший королевский город Короны Королевства Польского.

## Географическое положение
Вислица лежит на левом берегу Ниды, в Наднидзянском ландшафтном парке, примерно в 12 км на юг от Буско-Здруя. Через село проходит автодорога областного значения № 776 из Буско в Казимежа-Велька.
Вислица является отправной точкой синего туристического маршрутапольск. в Пиньчув и зелёногопольск. — в Гроховиску. Через село проходит Малопольская дорога Святого Якова и туристический маршрут Via Jagiellonicaпольск..
В Вислице заканчивается Свентокшиская пригородная узкоколейка. Сейчас уже несколько лет, из-за разрушения и разворовывания значительных отрезков железнодорожного полотна, поезда на этом участке не ходят.

## История
Вислица существует как минимум с IX века. Согласно легенде, название села происходит от имени её основателя — князя вислян Вислимира (пол. Wiślimira), который вместе со своим окружением якобы принял крещение в 880 году. Упоминается об этом в так называемой «Паннонской легенде» или «Житии Мефодия». В документе говорится о принудительном крещении языческого князя вислян. Для части исследователей это упоминание было доказательством того, что в IX веке существовало сильное государство вислян со столицей в Вислице. Сейчас, однако, нет никаких сомнений в том, что роль столицы в их государстве играл Краков.
Около 990 года городище попало под власть полян. Вислица в то время стала, наряду с Краковом и Сандомиром, одним из важнейших административных центров Малой Польши. На рубеже X и XI веков в Вислице возникла первая городская церковь. В начале XI века Болеслав Храбрый соорудил недалеко от торгового поселения укреплённый город, чьей задачей было охранять переправу через Ниду. Через Вислицу пролегал торговый путь из Праги и Кракова в Древнерусское государство.
В то же время на острове под латинским названием Регия (Regia) возник второй укреплённый город. Таким образом, Вислица в XI в. состояла из двух городов, один из которых, где постоянно находилась княжеская дружина, имел типичный военный характер. Между ними развивалось торговое поселение с городской церковью. В конце XI в. поселение было сожжено, однако это не остановило его развитие. Рост города сильно затормозился в 1135 году, когда Вислицу опустошили половцы. После смерти Болеслава Кривоустого и началом феодальной раздробленности Польши Вислица оказалась в Сандомирском удельном княжествепольск..
Во времена властвования князя Генриха Сандомирского Вислица снова стала одним из важнейших малопольских городов. Князь основал в Вислице общину каноников и первый в городе коллегиальный костёл. Строительство такого костёла было завершено в эпоху правления его брата, Казимира Справедливого.
Князь Казимир выбрал Вислицу главным местом пребывания своего двора. На Регии возвели дворец, состоявший, в частности, из двух главных зданий, соединённых с часовнями в форме ротонды. В то же время отстроили город, расположенный к востоку от поселения. В правление князя Казимира Вислица стала центром культуры и искусства. В частности, здесь в то время появилась знаменитая Вислицкая плитапольск..
В 1241 году город разорили дотла монголы во время нашествия на Польшу. В середине XIII века за Вислицу велась многолетняя тяжба между князьями из рода Пястов. В 1291 году город перешёл под власть Владислава Локетка. В 1292 году князя выгнали, а Вислица оказалась в пределах королевства Вацлава II. В 1304 году Локетек во главе венгерской подмоги отвоевал Вислицу.
После того, как Локетек занял польский престол, Вислица стала одним из самых значительных центров королевства. Уже в 1326 она получила городские права. Здесь проходили съезды малопольского и всепольского рыцарства. В 1347 король Казимир Великий утвердил здесь Вислицкий статут. В 60-х гг. XIV века Казимир Великий построил небольшой замок и обнёс город защитной стеной с тремя воротами. Он также основал третий, уцелевший доныне коллегиальный костёл.
6 декабря 1382, после смерти Людвика Венгерского в Вислице состоялся съезд малопольской шляхты, в ходе которого она встретилась с венгерскими послами.
В XV веке в Вислице и близлежащем Новом Корчинепольск. происходили съезды шляхты. Ян Длугош занимался здесь в то время образованием и воспитанием сыновей короля Казимира Ягеллончика.
В XVI веке город был важным ремесленным очагом. Здесь действовало тогда 12 цехов. В 1528 в Вислице появился водопровод, по решению короля Сигизмунда I Старого.
С этим населенным пунктом связана деятельность Польских братьев. Юзеф Шиманский в работе «По следам Польских братьев» вспоминает об обществе ариан, действовавшем здесь в XVI веке.
В 1587 году в Вислице состоялся элекционный сейм, в ходе которого имели место двойные выборы: эрцгерцога Максимилиана Габсбурга и Сигизмунда Васы. Город в то время заняли войска Христофора Зборовского, сторонника эрцгерцога Максимилиана. В конце концов, королём был избран Сигизмунд Васа, которому оказал поддержку великий гетман коронный Ян Замойский. В 1606 году во время рокоша Зебжидовского в Вислице состоялся съезд сторонников короля.
Вислица пострадала в XVII веке во время Шведского потопа. В 1657 город разрушило войско Дьёрдя II Ракоци. В 1766 году был снесён замок, в 1820 — костёлы Св. Мартина и Святого Духа, а в конце XIX века — древние городские стены. После Январского восстания в 1869 году Вислица потеряла права города.
Во время Первой мировой войны поселение оказалось на линии фронта. Австрийская артиллерия обстреляла Вислицу, серьезно повредив в частности коллегиальный костёл. Он был отстроен в 20-х гг. XX века.
В 1958 году в ходе археологических исследований были обнаружены остатки древних романских церквей в подземельях коллегиального костёла.
17 июля 1966, во время торжественного празднования 1000-летия крещения Польши, примас Польши кардинал Стефан Вышинский и архиепископ Кароль Войтыла осуществили торжественное коронование статуи Богоматери Локетковой, известной как Улыбающаяся, помещённой в главный алтарь вислицкого храма.
1 сентября 1974 состоялись торжества по случаю 50-летия обновления вислицкой капитулы коллегиального костёла, на которых председательствовал митрополит Краковский архиепископ Кароль Войтыла в сопровождении келецких епископов и 60 священников.
В 1975—1998 годах Вислица административно принадлежала к Келецкому воеводству.
1 октября 2004 Папа Иоанн Павел II удостоил вислицкий храм звание малой базилики.
7 сентября 2013 состоялось введение реликвий крови Иоанна Павла II в Малую вислицкую базилику. Председательствовал на субботний мессе митрополит Краковский архиепископ кардинал Станислав Дзивиш, который по этому поводу произнёс специальную проповедь.

## Спорт
В селе действует основанный в 1948 году спортивный клуб «Груд Вислица» (пол. Gród Wiślica), который ведёт секцию футбола.

## Транспорт
Вислица не имеет железнодорожного сообщения. Пассажирские перевозки обеспечивает автотранспортное предприятие «Буско-Здруй», а также частные перевозчики. Населённый пункт имеет прямое автобусное сообщение с Кельце, Краковом, Катовице, Буско-Здруем, Казимежа-Вельком, Мехувом, Живецем, а в выходные дни — также с Люблином.